# Forcepsioneura haerteli
Forcepsioneura haerteli är en trollsländeart som beskrevs av Machado 2001. Forcepsioneura haerteli ingår i släktet Forcepsioneura och familjen Protoneuridae. Inga underarter finns listade i Catalogue of Life.